# Olstrup Sogn
Olstrup Sogn 
ist eine Kirchspielsgemeinde (dän.: Sogn)
auf der Insel Lolland im südlichen Dänemark.
Bis 1970 gehörte sie zur Harde Fuglse Herred im damaligen Maribo Amt, danach zur Holeby Kommune im Storstrøms Amt, die im Zuge der  Kommunalreform zum 1. Januar 2007 in der Lolland Kommune in der Region Sjælland aufgegangen ist.
Im Kirchspiel leben 0 Einwohner (Stand: 1. Januar 2023).
Im Kirchspiel liegt die Kirche „Olstrup Kirke“.
Nachbargemeinden sind im Westen Rødbyhavn Sogn und Tågerup Sogn, im Norden Torslunde Sogn und im Osten Errindlev Sogn.